# Kościół św. Wawrzyńca w Wojnowicach
Kościół św. Wawrzyńca w Wojnowicach – rzymskokatolicki kościół filialny Parafii Podwyższenia Krzyża Świętego w Czernicy, znajdujący się we wsi Wojnowice w powiecie wrocławskim.

## Historia
Budowę kościoła rozpoczęto w 1801, zakończono w 1803, a konsekrowano w 1805 roku. Przebudowany w latach 
1840-1842 (sygnaturka, przedsionek, dach). W 1889 roku dobudowano ceglaną wieżę, odbudowaną po pożarze po uderzeniu pioruna w 1968 roku. W 1934 dobudowano od strony wschodniej dwie przypory z cegły w celu wzmocnienia konstrukcji. W 1988 rozpoczęto gruntowną renowację świątyni i jej wyposażenia, która zakończyła się 25 lipca 1999 roku. Po zakończeniu remontu sprowadzono z Rzymu relikwie św. Wawrzyńca, które zostały umieszczone w mensie ołtarzowej. W dniu 20 września 1999 roku arcybiskup metropolita wrocławski Henryk Gulbinowicz wydał dekret ustanawiający dekanalne sanktuarium św. Wawrzyńca.

## Wyposażenie
Wewnątrz kościoła:
- neogotyckie ołtarze z około 1890 roku
- obraz Męczeństwo św. Wawrzyńca autorstwa Karla Sigismunda (1804)
- obraz Chrzest Chrystusa autorstwa Ferdinanda Wintera (koniec XIX w.)
- obraz Święta Rodzina (początek XX w.)
- obraz Św. Ignacy Loyola (XVIII/XIX w.)
- obraz Wniebowzięcie Najświętszej Maryi Panny (1910)
- chrzcielnica z piaskowca (odnowiona w 1879 roku),
- rzeźba ludowa Matki Boskiej (barok ludowy – ok. 1800 r.)

Na zewnątrz kościoła:
- średniowieczny granitowy krzyż pokutny